# 泰宁岭上街红军标语墙
泰宁岭上街红军标语墙，位于中国福建省泰宁县杉城镇岭上街，1933年8月至1934年2月，中国工农红军第一方面军进驻泰宁，周恩来、朱德等发动群众，建立苏维埃政权，取得了反“围剿”的胜利，现存红军刷写在沿街封火墙上众多的巨幅文告和标语，红一方面军领导机关旧址为附属文物。2005年5月11日公布为第六批福建省文物保护单位。